# Ishitani Goichi
Goichi Ishitani (sinh ngày 6 tháng 7 năm 1979) là một cầu thủ bóng đá người Nhật Bản.

## Sự nghiệp câu lạc bộ
Goichi Ishitani đã từng chơi cho Sagan Tosu.